# مغاصيين
المغاصيين (بالإنجليزية: MRHASSIYINE)‏ هي جماعة قروية تابعة لإقليم مكناس ضمن جهة مكناس تافيلالت بالمغرب. بلغ مجموع عدد سكان  المغاصيين حسب إحصاءات 2004 حوالي 7.774 نسمة يعيشون في 1678 أسرة.